# Theodor Hácha
Theodor Josef Hácha (22. července, 1874 Trhové Sviny – 5. února 1957, Praha) byl český překladatel a strojní inženýr, mladší bratr prezidenta Česko-Slovenské republiky Emila Háchy.

## Život
Theodor Hácha se narodil v Trhových Svinech jako mladší bratr Emila Háchy do rodiny daňového úředníka Josefa Emanuela Háchy a Marie Karolíny Pavlíny Háchové. Taktéž jako jeho starší bratr vystudoval gymnázium v Českých Budějovicích.
Po ukončení studia v roce 1891 odjel do Spojených států amerických, kde vystudoval strojní inženýrství, ale již po 8 letech se vrátil do vlasti a začal se živit jako inženýr v továrně. Taktéž se začal živit jako překladatel a přeložil množství knih z angličtiny, a to jak odborných, tak beletrii. Jeho nejznámějším překladem je román Tři muži ve člunu, který přeložil společně se svým bratrem Emilem již v roce 1902; jednalo se o první český překlad této knihy.
Během nacistické okupace se staral o rodiny zatčených odbojářů. Taktéž v roce 1943 vydal knihu Náš národ.
Po únoru 1948 se nedobrovolně přestěhoval do Hostomic a v roce 1957 zemřel v Praze.